# Bannatyne Cove (Terra Nova e Labrador)
Bannatyne Cove é uma aldeia canadense na província de Terra Nova e Labrador.
Ela está localizada perto de St. George's Bay.